# جان اريكسون
جان اريكسون (بالسويدية: Jan Ericson)‏ هو سياسي سويدي، ولد في 1961. حزبياً، نشط في حزب التجمع المعتدل. وقد انتخب عضو البرلمان السويدي ‏.